# Arredondo
Arredondo és un municipi de la Comunitat Autònoma de Cantàbria. Està situat en la comarca del vall de l'Asón. Antigament es denominava la Capital del món, perquè d'allí van emigrar nombrosos indians cap a Amèrica, on van fer fortuna i en tornar es donaven cita en el poble amb grans guanys i riqueses.

## Localitats
- Alisas.
- Arredondo (Capital).
- Asón.
- El Avellanal.
- La Iglesia.
- Rocías.
- La Roza.
- Socueva.
- Tabladillo.
- Val del Asón.

## Demografia
| 1900  | 1910  | 1920  | 1930  | 1940  | 1950  | 1960  | 1970  | 1980 | 1990 | 2000 | 2005 |
| ----- | ----- | ----- | ----- | ----- | ----- | ----- | ----- | ---- | ---- | ---- | ---- |
| 1.538 | 1.527 | 1.496 | 1.543 | 1.370 | 1.361 | 1.216 | 1.052 | 812  | 788  | 635  | 558  |

Font: INE